# Bolitoglossa diminuta
Bolitoglossa diminuta är en groddjursart som beskrevs av Robinson 1976. Bolitoglossa diminuta ingår i släktet Bolitoglossa och familjen lunglösa salamandrar. IUCN kategoriserar arten globalt som sårbar. Inga underarter finns listade.